# Hôtel Intercontinental (Francfort)
 (octobre 2022).
L'hôtel Intercontinental est un hôtel à Francfort-sur-le-Main en Allemagne. Il est le deuxième plus grand hôtel de la ville en termes de capacité et le cinquième d'Allemagne en termes de capacité. 
Il est situé dans le quartier Bahnhofsviertel, au 43 Wilhelm-Leuschner-Strasse. L'opérateur, InterContinental Hotels Group, n'a délibérément jamais fait bénéficier l'hôtel d'un classement par étoiles depuis son ouverture en 1963, puisque la marque « InterContinental » est déjà associée au luxe.

## Histoire
La première pierre a été posée le 8 juin 1961, l'ouverture officielle après presque exactement deux ans de construction le  6 juin 1963. Les coûts de construction du projet, qui était basé sur une conception des architectes de Francfort ABB Architekten (Otto Apel, Hannsgeorg Beckert et Gilbert Becker) s'élevait à environ 40 millions de DM.
Lors de son ouverture, ce n'était pas seulement le plus grand hôtel d'Allemagne en termes de chambres, mais aussi l'un des bâtiments les plus hauts de la ville. Les caractéristiques notables à l'époque comprenaient une salle de bain avec toilettes et une télévision dans chaque chambre. De plus, plusieurs bars, restaurants, quatre salles de banquet, une salle de bal, un bar à cocktails et un salon de coiffure étaient à la disposition des invités. 
Le  18 octobre 1970, le révolutionnaire algérien Krim Belkacem est assassiné dans sa chambre, lors de son séjour en Allemagne de l'Ouest. 
En 1972, juste en face, l'aile de la ville - pour la séparer de l'aile sud de la rivière - était une extension légèrement plus petite avec une conception presque identique. De 1981 à 1988, dans la série policière Ein Fall für Zwei, des chambres d'hôtel ont servi de bureau à l'avocat Dr. Dieter Renz a utilisé.
En 1998, il y a eu une rénovation pour environ 90 millions de DM, en 2004 une autre pour environ 13,3 millions d'euros. 
Début 2011, l'ancien propriétaire a vendu l'immeuble à l'investisseur libanais Toufic Aboukhater pour environ 60 millions d'euros . Environ un an plus tard, le  1er mars 2012, Aboukhater s'est séparé de la City Wing, qui a rouvert ses portes en tant qu'hôtel indépendant sous la marque Wyndham et appartient à Scandic Hotels depuis février 2018. 
L'hôtel est fermé depuis le printemps 2021 et sera rénové et agrandi d'ici début 2025.

## Architecture

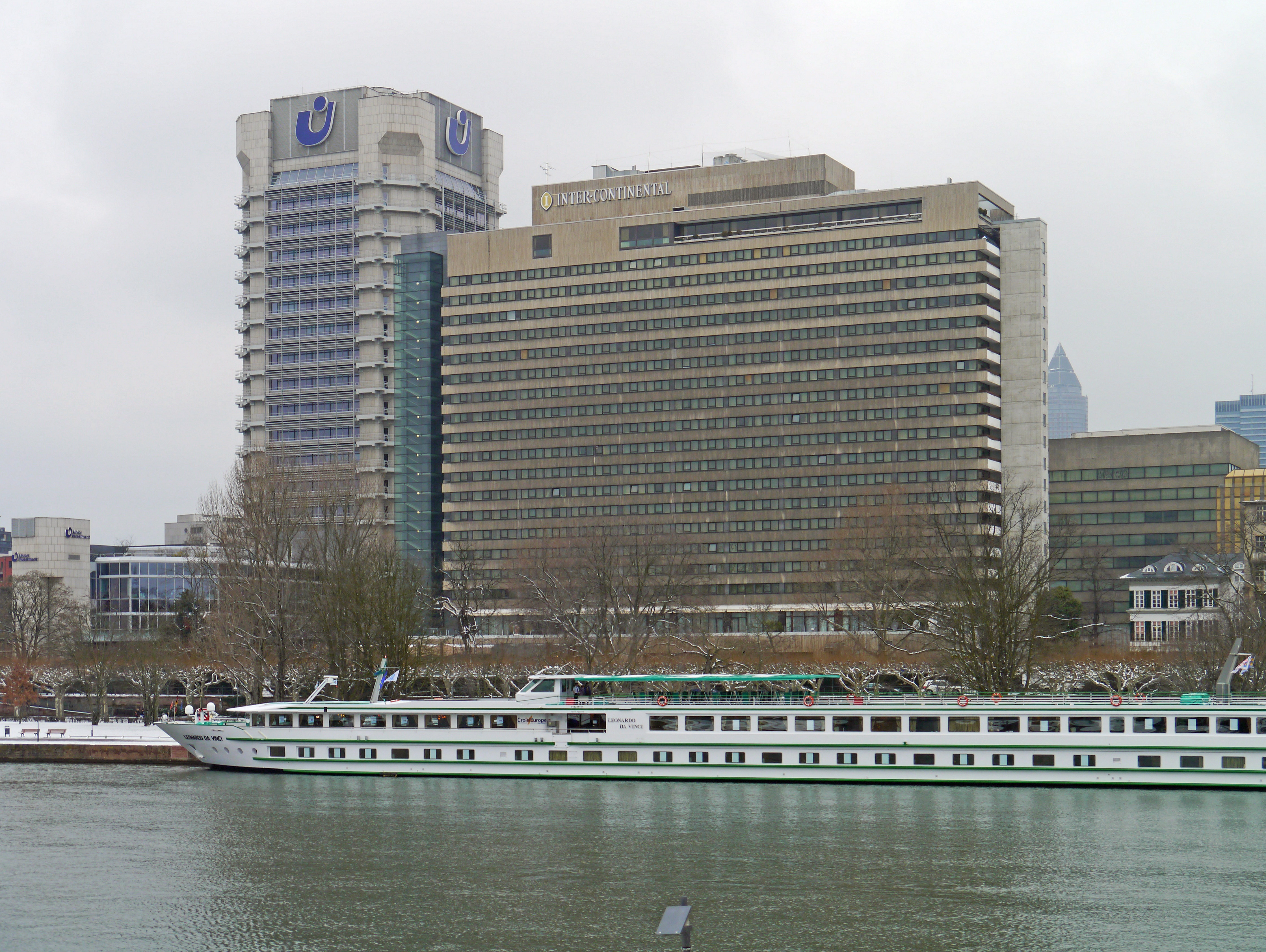
L'hôtel Intercontinental en 2013

Le terrain à peu près carré avec l'aile de la rivière occupe environ le tiers médian d'un bloc de rues délimité par Wilhelm-Leuschner-Strasse au nord, Windmühlstrasse à l'est, Untermainkai au sud et Wiesenhüttenstrasse à l'ouest. Étant donné que l'Untermainkai suit le cours du Main, le bloc de rues et le lot sont tordus dans le sens antihoraire d'environ 45 degrés.
L'aile fluviale allongée et rectangulaire, alignée nord-est-sud-ouest, se trouve dans le tiers sud du lot, avec des bâtiments annexes bas jouxtant les rues au nord et au sud. Celui du nord abrite l'entrée principale sur Wilhelm-Leuschner-Strasse, qui a été modifiée dans les années 1980 avec un porche; celui du sud comprend un restaurant avec un toit-terrasse.
L'aile Rivière compte 21 étages, mesure 67 mètres de haut et abrite 470 chambres. Typique de l'époque, il n'y a aucune décoration architecturale, seule une structure horizontale est réalisée en changeant les bandes de fenêtres environnantes et en revêtant les zones de parapet d'une pierre naturelle très sombre. Comme celui-ci s'est entre-temps assombri davantage vers le sud en raison du temps et qu'il est sale, de loin, le bâtiment ressemble souvent à un bâtiment en béton apparent.
Seul le 21e étage a un design plus plat avec des découpes de fenêtres isolées et une ouverture allongée pour la terrasse du restaurant sur le toit. Les escaliers se connectent aux côtés étroits à l'est et à l'ouest, dont le plus important à l'ouest est libre et est relié au bâtiment principal par des passerelles ouvertes. Sur le bord du toit plat se trouve un plancher technique légèrement en retrait par rapport au plan d'étage.
L'ancienne aile de la ville de l'hôtel Intercontinental compte 293 chambres et est située dans la Wilhelm-Leuschner-Strasse, en face du bâtiment principal. Y compris le rez-de-chaussée, il compte 18 étages. La conception est presque identique à celle du bâtiment principal et l'entrée fait également face à la Wilhelm-Leuschner-Strasse. En dérogation à cela, la cage d'escalier est placée dans l'angle sud-ouest du bâtiment et les rangées de fenêtres sont interrompues sur le côté est étroit, l'extrémité du toit est plate. City Wing et River Wing étaient reliées par un tunnel.